# Samir Zaoui
Samir Zaoui (ur. 3 czerwca 1976 w Aïn Boucif) – algierski piłkarz grający na pozycji środkowego obrońcy.

## Kariera klubowa
Karierę piłkarską Zaoui rozpoczął w klubie IR Ain Boucif. Grał w nim w latach 1994-1997 w niższych ligach Algierii. W połowie 1997 roku odszedł do trzecioligowego ES Berrouaghia, w którym grał przez dwa sezony. Z kolei w 1999 roku został piłkarzem drugoligowej drużyny Olympique Medea.
W 2000 roku Zaoui przeszedł do ASO Chlef i zadebiutował w jego barwach w pierwszej lidze algierskiej. Tam stał się podstawowym zawodnikiem. W 2005 roku zdobył z Chlef Puchar Algierii, a w 2008 roku wywalczył z nim wicemistrzostwo Algierii. W 2011 roku zdobył ze swoim klubem pierwszy w historii tytuł mistrza Algierii.
| Sezon   | Klub            | Kraj     | Rozgrywki        | Mecze | Bramki |
| ------- | --------------- | -------- | ---------------- | ----- | ------ |
| 1997/98 | ES Berrouaghia  | Algieria | III. liga        | ?     | ?      |
| 1998/99 | ES Berrouaghia  | Algieria | III. liga        | ?     | ?      |
| 1999/00 | Olympique Medea | Algieria | II. liga         | ?     | ?      |
| 2000/01 | ASO Chlef       | Algieria | I liga algierska | ?     | ?      |
| 2001/02 | ASO Chlef       | Algieria | I liga algierska | ?     | ?      |
| 2002/03 | ASO Chlef       | Algieria | I liga algierska | 28    | 5      |
| 2003/04 | ASO Chlef       | Algieria | I liga algierska | 18    | 0      |
| 2004/05 | ASO Chlef       | Algieria | I liga algierska | 22    | 2      |
| 2005/06 | ASO Chlef       | Algieria | I liga algierska | 25    | 6      |
| 2006/07 | ASO Chlef       | Algieria | I liga algierska | 28    | 2      |
| 2007/08 | ASO Chlef       | Algieria | I liga algierska | 25    | 1      |
| 2008/09 | ASO Chlef       | Algieria | I liga algierska | 22    | 1      |
| 2009/10 | ASO Chlef       | Algieria | I liga algierska | 23    | 0      |
| 2010/11 | ASO Chlef       | Algieria | I liga algierska | 28    | 1      |
| 2011/12 | ASO Chlef       | Algieria | I liga algierska | 20    | 0      |
| 2012/13 | ASO Chlef       | Algieria | I liga algierska | 21    | 0      |
| 2013/14 | ASO Chlef       | Algieria | I liga algierska | 22    | 0      |
| 2014/15 | ASO Chlef       | Algieria | I liga algierska | 16    | 0      |

## Kariera reprezentacyjna
W reprezentacji Algierii Zaoui zadebiutował 29 marca 2003 roku w zremisowanym 1:1 towarzyskim spotkaniu z Angolą. W 2004 roku był w kadrze Algierii na Puchar Narodów Afryki 2004 i dotarł w nim do ćwierćfinału. W 2009 roku wywalczył z Algierią awans na Mistrzostwa Świata w RPA, a w 2010 roku znalazł się w kadrze na Puchar Narodów Afryki 2010.